# Rina Franchetti

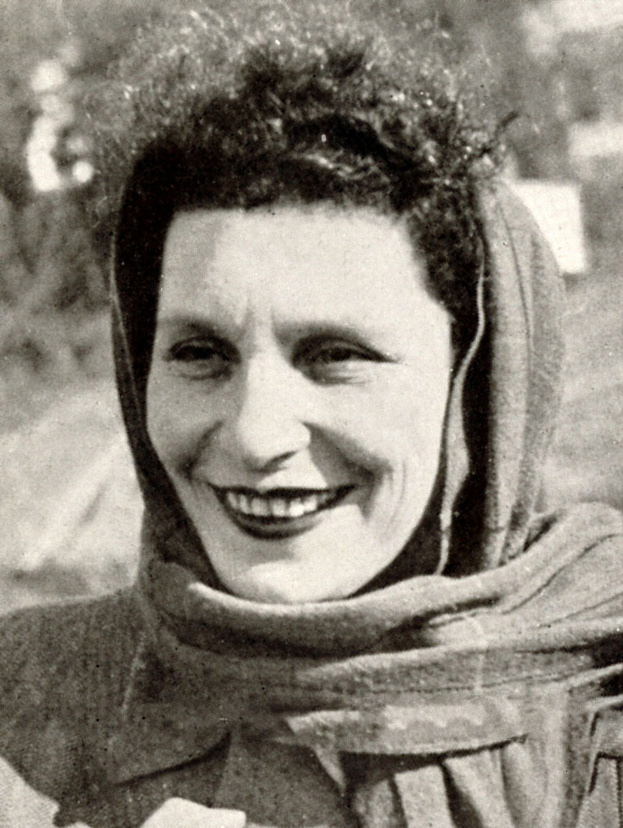
Rina Franchetti, 1954

Rina Franchetti (eigentlich Ester Girgenti; * 23. Dezember 1907 in Neapel; † 18. August 2010 in Formello) war eine italienische Schauspielerin.

## Kurzbiografie
Franchetti war zunächst als Bühnenschauspielerin in den Ensembles von Lamberto Picasso und Luigi Pirandello erfolgreich und trat in Shakespeare- und Tschechow-Stücken auf. 1932 drehte sie ihren ersten Film und kehrte zu diesem Medium innerhalb der folgenden fast 60 Jahre in 55 Filmen immer wieder zurück. Daneben war sie in vielen Radioproduktionen von Hörspielen zu erleben. Ihre Tochter Sara Franchetti ist ebenfalls als Schauspielerin tätig.

## Filmografie (Auswahl)
- 1932: Due cori felici
- 1950: Frauen und Rebellen (Donne e briganti)
- 1953: Gefährliche Schönheit (La provenciale)
- 1953: Sonntag in Rom (La domenica della buona gente)
- 1954: Das Todesseil (La corda d'acciaio)
- 1955: Frauen hinter Gittern (L'angelo bianco)
- 1960: Das bittere Leben (Il sicario)
- 1960: Seddok – Der Würger mit den Teufelskrallen (Seddok. L’Erede di Satana)
- 1960: Das süße Leben (La Dolce Vita)
- 1961: Barabbas (Barabba)
- 1961: Nackt jeden Abend (Gioventù di notte)
- 1962: Heirat auf silzilianisch (La smania addosso)
- 1964: Drei Liebesnächte (3 notti d'amore)
- 1966: Django – Sein Gesangbuch war der Colt (Le colt cantarono la morte e fu… tempo di massacro)
- 1967: Ehe in Rom (Il padre di famiglia)
- 1968: Mutterherz (Cuore di mamma)
- 1973: Der Clan der Killer (Un tipo con una faccia strana ti cerca per ucciderti)
- 1973: Ein Verbrechen aus wahrer Liebe (Delitto d'amore)
- 1973: Number One